# Hitchhiker 7
Hitchhiker 7 – amerykański satelita wywiadu elektronicznego, serii Subsatellite Ferret (SSF). Wyniesiony z satelitą KH-7 13.

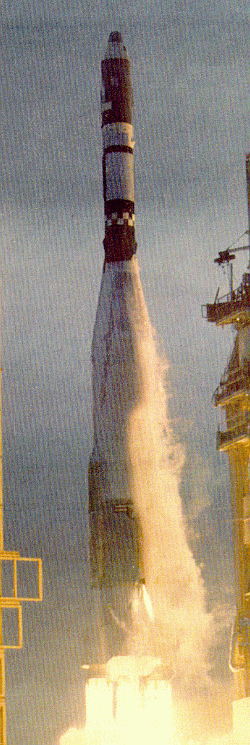
Start rakiety Atlas Agena D z satelitami KH-7 13 i Hitchhiker 7

Szczegóły misji pozostają utajnione przez Stany Zjednoczone.